# Sötét erő
A Sötér erő (eredeti cím: The Power) 2021-es brit horrorfilm, melynek forgatókönyvírója és rendezője Corinna Faith. A főszerepben Rose Williams, Emma Rigby, Shakira Rahman, Charlie Carrick és Diveen Henry látható.
A film 2021. április 8-án jelent meg.

## Cselekmény
Az 1970-es évek elején Londonban, egy ápolónő-gyakornok az első éjszakáját a Kelet-londoni Királyi Betegkórházban tölti a munkássztrájk okozta áramszünetben. A régi kórházat szinte teljes sötétség, természetfeletti jelenségek, valamint a saját árvaházban nevelkedett, zavaros múltja is kísérti.

## Szereplők
| Szerep   | Színész            | Magyar hang            |
| -------- | ------------------ | ---------------------- |
| Val      | Rose Williams      | Csuha Borbála          |
| Babs     | Emma Rigby         | Nagy Katica            |
| Matron   | Diveen Henry       | Bartók László          |
| Franklyn | Charlie Carrick    | Renácz Zoltán          |
| Saba     | Shakira Rahman     | Blazsó Regina          |
| Comfort  | Gbemisola Ikumelo  | Kokas Piroska          |
| Neville  | Theo Barklem-Biggs | Horváth-Töreki Gergely |
| Terry    | Naula Mcgowan      | Vincze Fruzsina        |
| főnök    | Paul Antony-Barber | Bókai Mária            |
| Gail     | Clara Read         | Bartus Emese           |

## Megjelenés
A Sötét erő 2021. április 8-án jelent meg a Shudder streaming szolgáltatáson Észak-Amerikában, az Egyesült Királyságban, Írországban, Ausztráliában és Új-Zélandon.

## Fordítás
- Ez a szócikk részben vagy egészben  a   The Power (2021 British film) című angol Wikipédia-szócikk fordításán alapul.  Az eredeti cikk szerkesztőit annak laptörténete sorolja fel. Ez a jelzés csupán a megfogalmazás eredetét és a szerzői jogokat jelzi, nem szolgál a cikkben szereplő információk forrásmegjelöléseként.